# 臼田町
臼田町（うすだまち）は、長野県の東部に位置していた町である。佐久平に位置し、宇宙航空研究開発機構の臼田宇宙空間観測所が設置されているため、町では星の町として観光PRをしていた。

## 地理
通常、山間部では県境と分水嶺は一致するが臼田町は例外で、田口峠を越えた利根川流域の一部も臼田町となっていた。
- 河川: 千曲川、雨川
  - 日本で海から一番遠い地点がある。（北緯36度36分10秒 東経138度35分1秒 / 北緯36.60278度 東経138.58361度）

佐久町（現在は佐久穂町）の町域に臼田町の飛び地（平林地区）があった。
佐久町は八千穂村と合併し佐久穂町となったが、臼田町は佐久市に編入合併したため飛び地が解消されることはなかった。

### 隣接していた自治体
- 長野県
  - 佐久市
  - 南佐久郡 佐久穂町
- 群馬県
  - 甘楽郡 南牧村

## 歴史
- 1889年（明治22年）4月1日 - 町村制の施行により、臼田村・下小田切村・勝間村の区域をもって臼田村が発足。
- 1893年（明治26年）6月30日 - 臼田村が町制を施行して臼田町となる。
- 1955年（昭和30年）8月1日 - 切原村と合併し、改めて臼田町が発足。
- 1957年（昭和32年）4月1日 - 田口青沼村と合併し、改めて臼田町が発足。
- 1959年（昭和34年）4月1日 - 臼田町の一部（大字平林のうち曽原・羽黒下・平林。現在同町の後身である佐久市の飛地となっている岩水を除く）を住民投票の末、佐久町（佐久穂町の前身）に編入。
- 2005年（平成17年）4月1日 - 佐久市・北佐久郡浅科村・望月町と合併し、改めて佐久市が発足[1]。同日臼田町廃止。

## 姉妹都市・提携都市

### 国内
- 岡崎市（愛知県）
  - 1983年（昭和58年）7月友好都市提携
- 函館市（北海道）
  - 1998年（平成10年）10月友好都市提携
- 津島町（愛媛県北宇和郡、現・宇和島市）
  - 友好都市提携
- 川副町（佐賀県佐賀郡）
  - 友好都市提携
- 銀河連邦 - 当時の宇宙科学研究所の研究施設があった市町による友好都市
  - サンリクオオフナト共和国（岩手県大船渡市）- 提携当時はサンリク共和国（岩手県気仙郡三陸町）
  - ノシロ共和国（秋田県能代市）
  - サガミハラ共和国（神奈川県相模原市）
  - ウチノウラ共和国（鹿児島県肝属郡内之浦町）- 現・ウチノウラキモツキ共和国：肝付町
    - 1987年11月8日友好都市提携（建国と称する）

## 医療
- 農村医学で有名な長野県厚生連佐久総合病院がある。

## 教育

### 学校
- 臼田小学校
- 田口小学校
- 切原小学校
- 青沼小学校
- 臼田中学校
- 長野県臼田高等学校

## 交通

### 鉄道
東日本旅客鉄道（JR東日本）
小海線
青沼駅 - 臼田駅 - 龍岡城駅
- 中心となる駅：臼田駅

### 道路
一般国道
- 国道141号

県道
- 長野県道2号川上佐久線
- 長野県道93号下仁田臼田線

## 名所・旧跡・観光スポット・祭事・催事

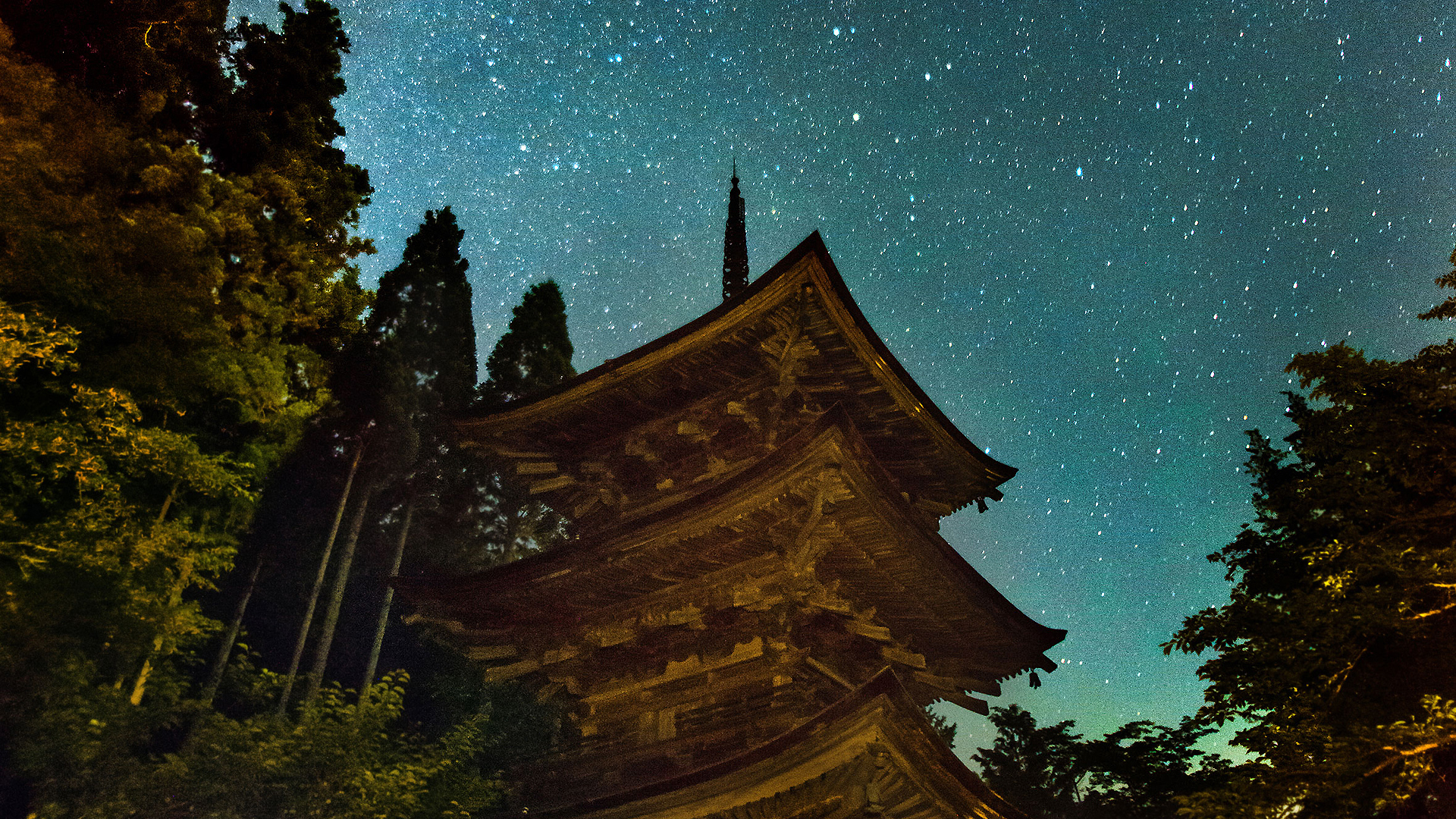
新海三社神社

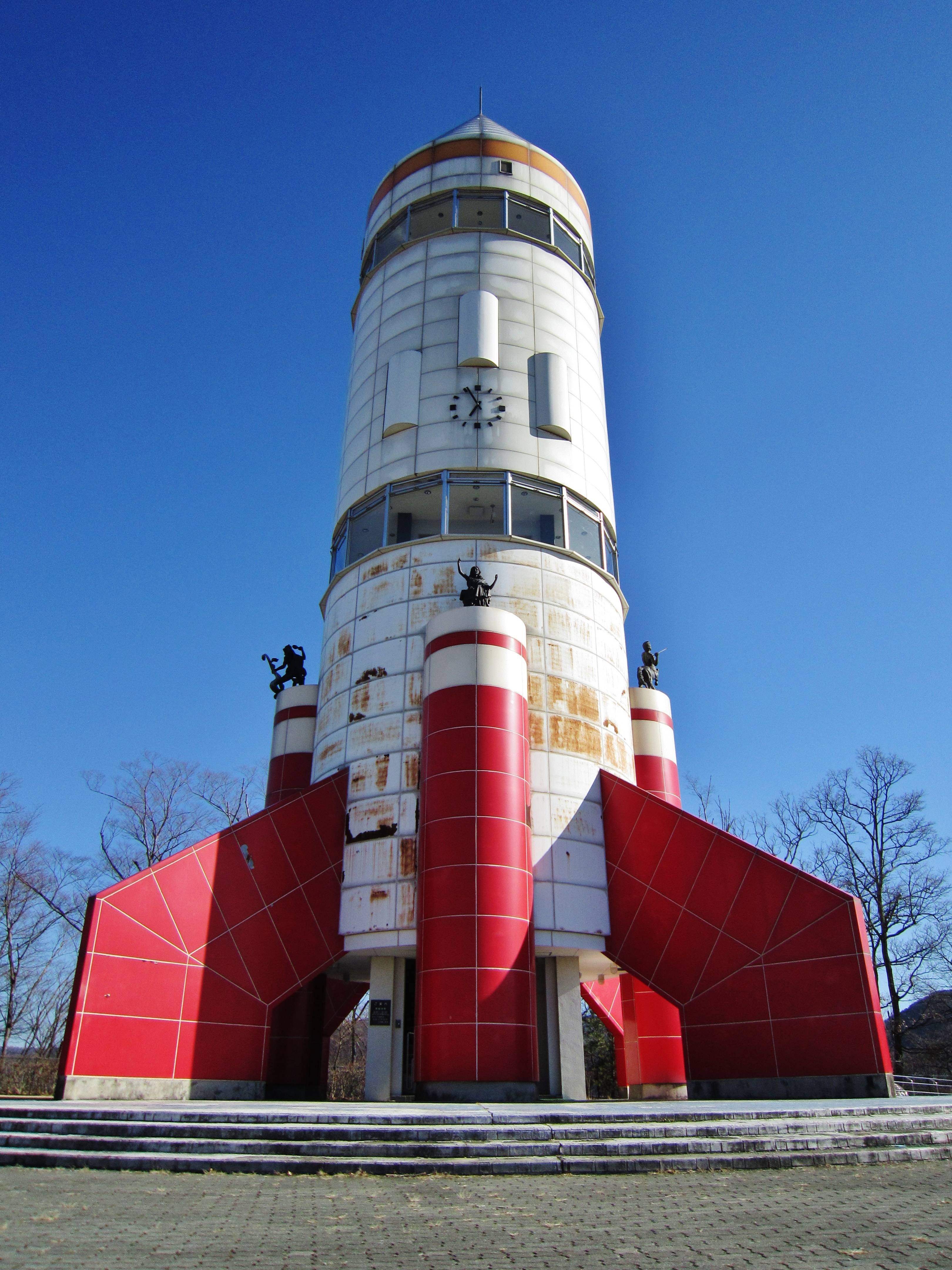
コスモタワー（稲荷山公園）

- 稲荷山公園
  - コスモタワー
- 小満祭（5月第3日曜日）稲荷神社の祭
- 龍岡城跡 - 五稜郭跡
- 宇宙航空研究開発機構臼田宇宙空間観測所
- 新海三社神社 重要文化財：三重塔、東本殿
- 雨川ダム
- うすだスタードーム

## 出身有名人
- 井出一太郎:（1912-1996）:衆議院議員。三木武夫派の重鎮で三木武夫内閣の内閣官房長官。四十日抗争における反主流派統一組織「自民党をよくする会」の会長。町内の造り橘倉酒造当主。
- 井出孫六:（1931-2020）作家。『アトラス伝説』で第72回直木賞受賞。『終わりなき旅 「中国残留孤児」の歴史と現在 』で第13回大佛次郎賞。故郷の「峠」をテーマにした著作も多い。日本文芸家協会理事、日本ペンクラブ会員。井出一太郎は長兄。
- 井出正一:（1939-2018）:衆議院議員。一太郎の長男。厚生大臣。新党さきがけの結党に参加し二代目代表。政界引退。
- 川村吾蔵:（1884-1950）彫塑家。
- 菊池日出夫:（1949-）童話絵本作家。『かぶともり』、『さんねんごい』、『はるまつり』（小満祭を描く）など。以上「こどものとも」シリーズ（福音館書店）
- 竹内好：（1910-1977）中国文学者。魯迅研究のほか、日中関係論、日本文化論でも知られる。
- 白井光子:(1947-) 声楽家。ドイツ・カールスルーエ音楽大学教授。カナダ・ビクトリア大学名誉博士。紫綬褒章、旭日小綬章。ドイツ功労十字章受章。